# Loma Grande (Paraguay)

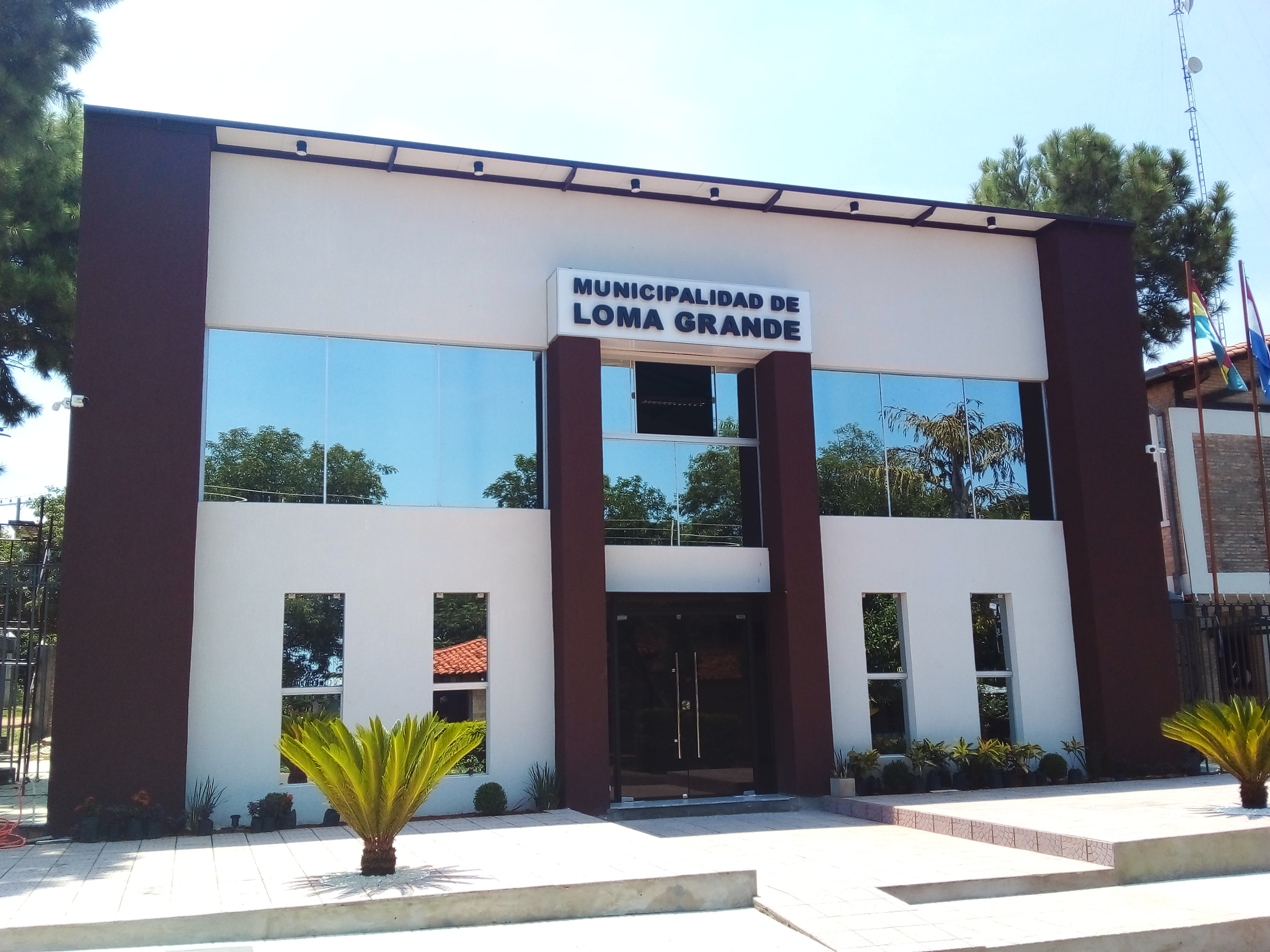
Edificio de la Municipalidad de Loma Grande.

Loma Grande es un distrito paraguayo del Departamento de Cordillera. Se encuentra aproximadamente a 50 km de la ciudad de Asunción. Se accede al distrito por una ruta pavimentada que parte del distrito de Altos, y que conduce a la pintoresca ciudad de Loma Grande, donde se encuentran paisajes de valles y cerros.

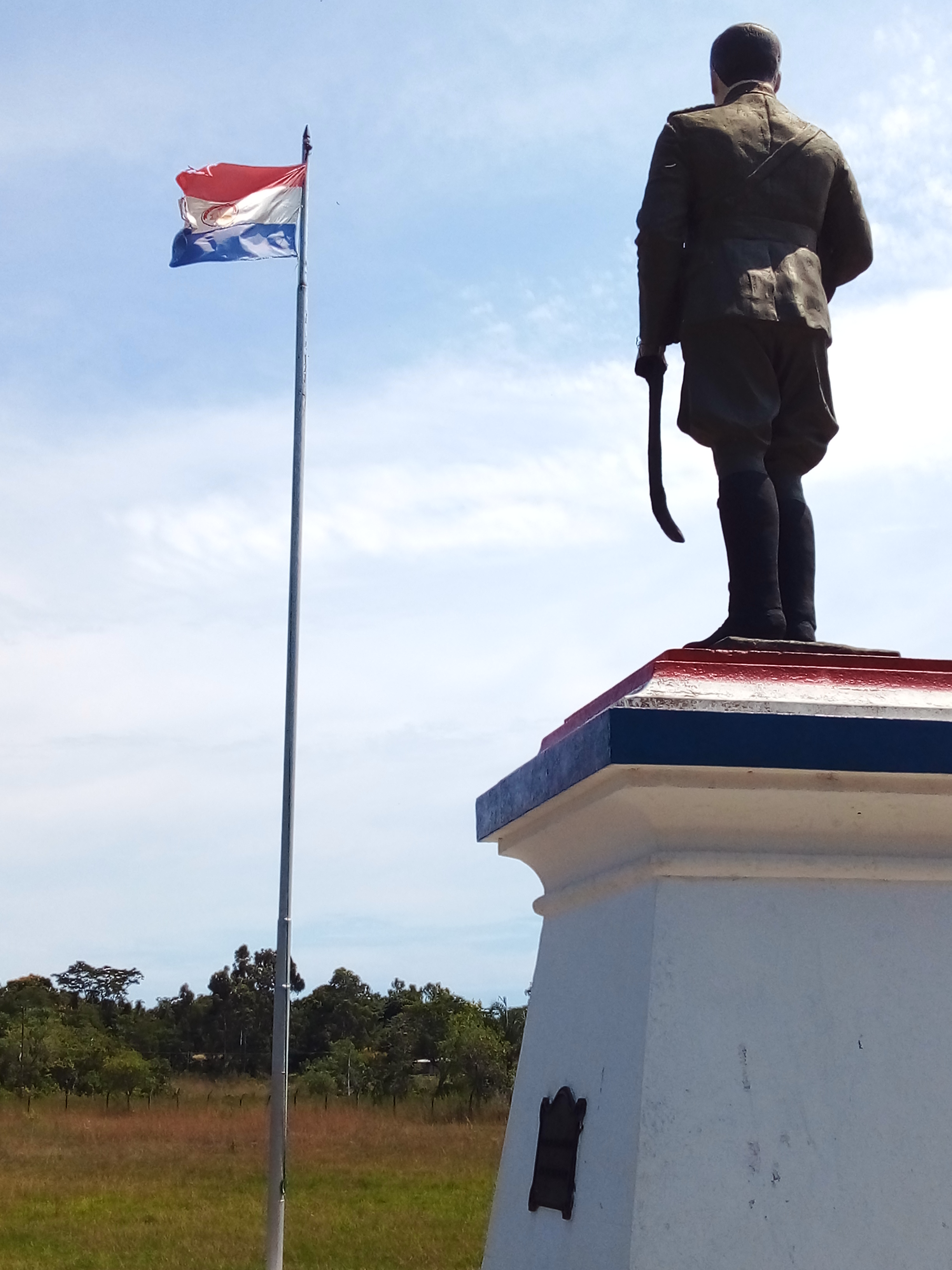
Monumento al Mariscal Estigarribia (Loma Grande), en el sitio donde perdió la vida.

## Historia
Loma Grande es un distrito dedicado a la agricultura. Loma Grande fue antiguamente integrante del distrito de Altos, una de las primeras comunidades del período de colonización, ocupada por los antiguos carios guaraníes, de la comarca asuncena, desde tiempos inmemorables. Se independizó de otro distrito más antiguo, Altos, al ser elevado a la categoría de distrito, el 28 de octubre de 1973.
En la ciudad de Loma Grande se encuentra un monumento que recuerda el accidente aéreo sufrido en 1940 por el mariscal José Félix Estigarribia y su esposa Julia Miranda Cueto. El sitio actualmente es un parque nacional.

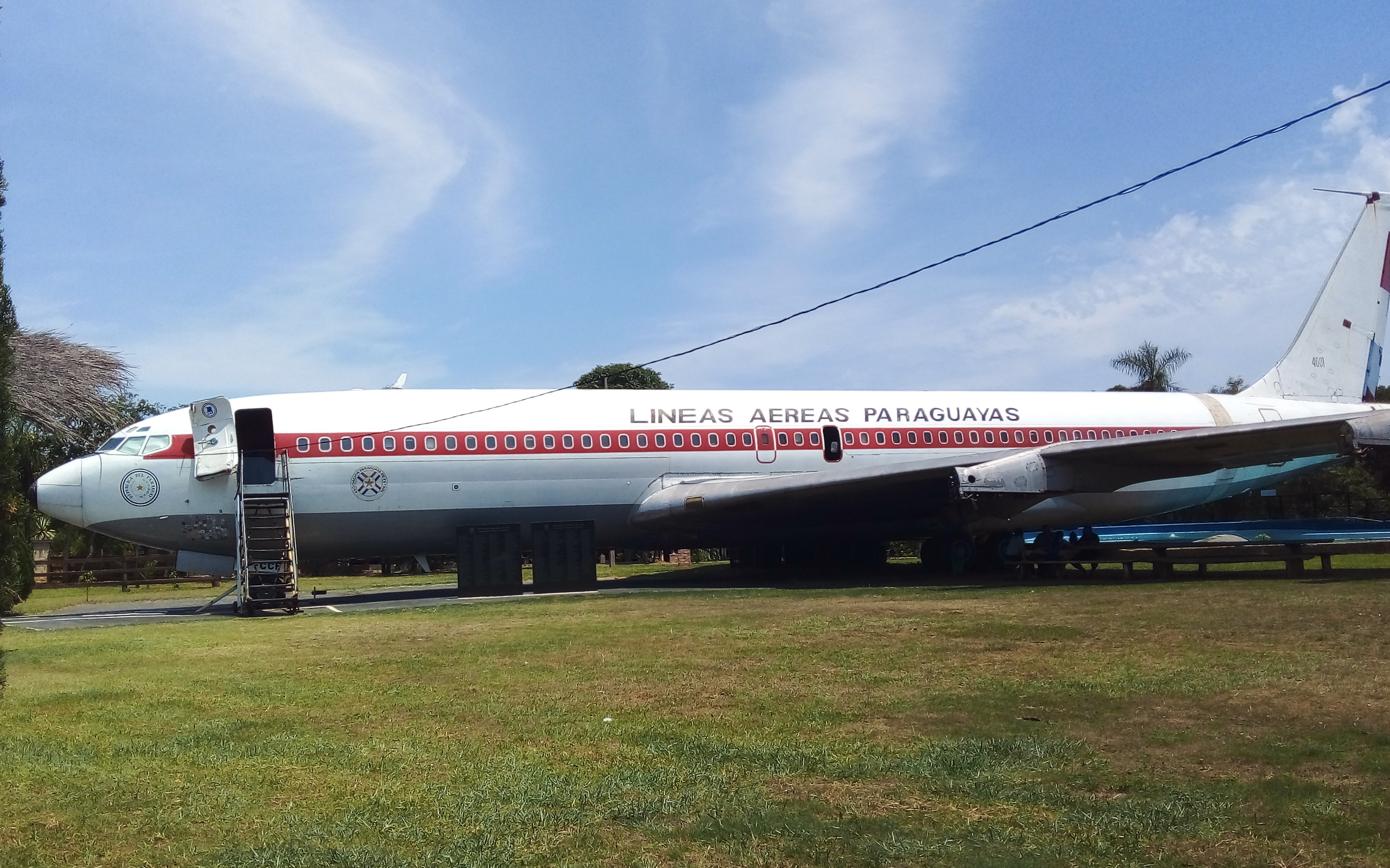
Antiguo avión de la extinta Líneas Aéreas Paraguayas, expuesto cerca del acceso a Loma Grande.

## Geografía
El distrito está situado hacia el sector noroeste del Departamento de Cordillera. Se destaca por su belleza natural repleta de paisajes, terrenos de topografía plana, por lo general aptos para la agricultura. Este distrito cuenta con una extensión de 84 km².
El distrito está regado por cursos de agua importantes, así como el del río Piribebuy; los demás arroyos son inferiores, pero de alta significación para la zona; también en la región existen varios esteros. Limita al norte con Arroyos y Esteros, separado por el río Piribebuy; al sur con Nueva Colombia y Altos; al este con Altos; y al oeste con Nueva Colombia.

## Clima

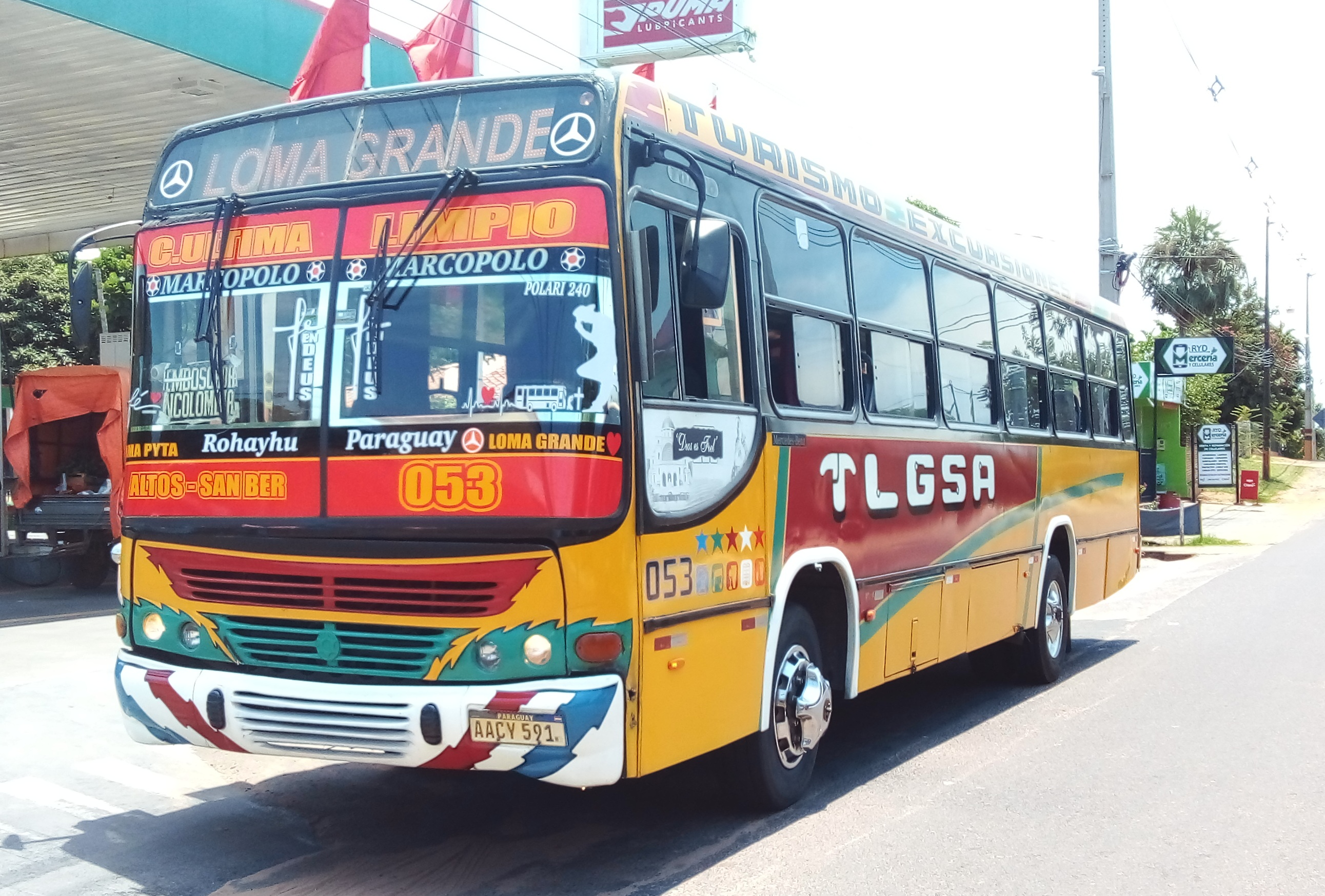
Colectivo de la empresa Loma Grande, a su paso por la ciudad homónima.

Toda la región de la Cordillera está climáticamente clasificada como subtropical, subhúmeda, ya que su precipitación anual promedio es de 1540 mm, con una temperatura media de 22 °C, una mínima de 3 °C y una máxima de 40 °C. Los meses de junio y agosto son los meses de menor lluvia. En general, tiene un clima templado, producto de la conjunción de serranía y vegetación que permite la incursión de frescas corrientes de aire. El clima templado y las precipitaciones regulares hacen del clima de este departamento uno de los más benignos del país, lo cual posibilita además la explotación de importantes centros turísticos.

## Economía
La principal actividad es la agricultura, como el cultivo de maíz, mandioca, caña de azúcar, poroto, cítricos, entre otros. Se accede por ramales de la Ruta PY03, así como también por la Ruta PY02. Se comunica con los distritos vecinos por medio de ramales. Cuenta con pavimento asfáltico que llega hasta San Bernardino, Altos y Loma Grande; además presenta una importante red de caminos empedrados y enripiados que unen a diversas localidades, lo cual hace fácil el tránsito de un distrito a otro.